# Религиозная группа
Религио́зная гру́ппа — одна из разновидностей религиозного объединения, закреплённого в законодательстве в Российской Федерации, представляющая собой добровольное объединение граждан создаваемого для совместного исповедания и распространения веры.
Понятие «религиозная группа» было включено в законодательство Российской Федерации в 1997 году в связи с принятием федерального закона «О свободе совести и о религиозных объединениях» для того, чтобы ввести, из-за неблагоприятного опыта деятельности различных тоталитарных сект, правовое ограничение на возможность образования религиозных объединений представителями новых религиозных движений, не имеющих в России никаких исторических корней.

## Права и обязанности
Деятельность религиозной группы осуществляется без регистрации государством и без образования юридического лица. Граждане участвовавшие в создании религиозной группы и пожелавшие преобразовать её в религиозную организацию, направляют уведомление об этом в органы местного самоуправления.
Помещения и необходимое для деятельности религиозной группы имущество предоставляются в пользование группы её участниками. Она обладает правом проводить богослужения, как и другие культовые и религиозные церемонии и обряды. Кроме того разрешается заниматься религиозной образовательной деятельностью, проводя обучение и воспитание лиц являющихся членами данной религиозной группы.